# オカダシゲヒロ
もかしげひろ(オカダシゲヒロ/おかだしげひろ)は、日本の漫画家、イラストレーター、画家
2024年【もかしげひろ】に改名。

## 経歴
16歳の頃から月刊漫画誌『ガロ』に3年間持ち込み続ける。
1999年、19歳の時『第一回アックスマンガ新人賞』で小田桐宗のペンネームで佳作デビュー。その後、ペンネームを小田桐宗ではなく現在のオカダシゲヒロに変更する。
『アックス』（青林工藝舎）にて「半熟キッズ!?」を、ナックルズ・ザ・タブー（ミリオン出版）にて「王様の耳はロバの耳」を連載。
また、セミ書房出版の漫画雑誌「架空」にもしばしば作品を発表している。
本人曰く、「『アックス』で単行本を出して表紙まで描いたにもかかわらずインタビューや特集号が組まれなかったのは私だけ」
2019年、イラスト専門誌「イラストレーション」（季刊）の誌上コンペティション「ザ・チョイス」とホルベインの共同企画、「ホルベイン×ザ・チョイス」入選。グラフィックデザイナーの川名潤の審査にて選出。ホルベインから、用途別スケッチブック 水彩画用ブックのビジュアルに使用され、商品化される。
。
2020年9月より「ゆうがたのくに」に「おかだしげひろ」名義で絵画作品を寄稿。10月発売の第15号では表紙を飾る。
2022年11月、第48回現代童画展に入選

## 単行本
- 『半熟キッズ!?』青林工藝舎、2012年4月、ISBN 978-4883793617。
- 著：多田文明、イラスト担当：イースト・プレス『マンガついていったらこうなった』2008年6月3日、ISBN 978-4872578140。
- 著：多田文明、イラスト担当：イーストプレス『マンガ ついていったらこうなった―実録!悪徳商法潜入ルポ』文庫ぎんが堂、2011年11月30日、ISBN 978-4781670584。
- 企画監修：駕籠真太郎『うんこ100選〜世界がもし100個のうんこだったら2〜』※執筆のひとり

## 掲載
- アックス Vol.84「半熟キッズ!?」最終回　2011年12月31日発行
- アックス Vol.82「半熟キッズ!?」第2部・涙のキスの巻　2011年8月31日発行
- アックス Vol.81「半熟キッズ!?」第2部・危篤の母の巻　2011年6月30日発行
- アックス Vol.80「半熟キッズ!?」第2部・真実を知るの巻　2011年4月30日発行
- アックス Vol.79「半熟キッズ!?」第2部・本物の親の巻　2011年2月28日発行
- アックス Vol.78「半熟キッズ!?」第2部・地球の母の巻　2010年12月31日発行
- アックス Vol.77「半熟キッズ!?」第2部・惑星キモの巻　2010年10月31日発行
- アックス Vol.76「半熟キッズ!?」本当の友達の巻　2010年8月31日発行
- アックス Vol.75「半熟キッズ!?」パンドラの匣の巻　2010年6月30日発行
- アックス Vol.72「半熟キッズ!?」番外編「愛」の巻　2009年12月31日発行
- アックス Vol.71「半熟キッズ!?」町内マラソンの巻　2009年10月31日発行
- アックス Vol.69「半熟キッズ!?」巨大ヤンキー大和君の巻　2009年6月30日発行
- アックス Vol.67　◎特集／根本敬　「真理の時代-その企みと神髄」座談会／根本敬×南伸坊×みうらじゅん　対談／遠藤賢司×杉作Ｊ太郎　コメント／蛭子能収、オカダシゲヒロ、後藤友香、島田虎之介、末井昭、花くまゆうさく、花輪和一、ひさうちみちお、湯浅学　2009年2月25日発行
- アックス Vol.58「半熟キッズ!?」　2007年8月31日発行
- アックス Vol.52「半熟キッズ!?」　2006年8月31日発行
- アックス Vol.51「花のような一瞬」　2006年6月25日発行
- アックス Vol.50「俺のプライド」　2006年4月30日発行
- アックス Vol.47「サマータイムブルース」 2005年10月30日発行
- アックス Vol.45「俺」2005年6月30日発行
- アックス Vol.25「モカちゃんの教訓」　2002年2月28日発行
- アックス Vol.17「はじめての光」　2000年10月31日発行
- アックス Vol.11「マイフレンド〜やさしい場所〜」 1999年10月31日発行
- アックス Vol.08佳作「空の色」小田桐宗　1999年4月30日発行